# Gaël Lévecque
Gaël Lévecque (Francia, 23 de noviembre de 1994) es un atleta francés especializado en la prueba de salto de altura, en la que consiguió ser campeón mundial juvenil en 2011.

## Carrera deportiva
En el Campeonato Mundial Juvenil de Atletismo de 2011 ganó la medalla de oro en el salto de altura, con un salto por encima de 2.13 metros que fue su mejor marca personal, superando al ruso Usman Usmanov y al estadounidense Justin Fondren, ambos también con 2.13 metros pero en más intentos.